# Tityus rionegrensis
Espèce
Tityus rionegrensis est une espèce de scorpions de la famille des Buthidae.

## Distribution
Cette espèce est endémique de l'État d'Amazonas au Brésil. Elle se rencontre vers São Gabriel da Cachoeira.

## Description
Le mâle holotype mesure 32,7 mm.

## Étymologie
Son nom d'espèce, composé de rionegr[o] et du suffixe latin -ensis, « qui vit dans, qui habite », lui a été donné en référence au lieu de sa découverte, le rio Negro.

## Publication originale
- Lourenço, 2006 : « Nouvelle proposition de découpage sous-générique du genre Tityus C. L. Koch, 1836 (Scorpiones, Buthidae). » Boletín de la Sociedad Entomológica Aragonesa, no 39, p. 55–67 (texte intégral).